# Phantombild

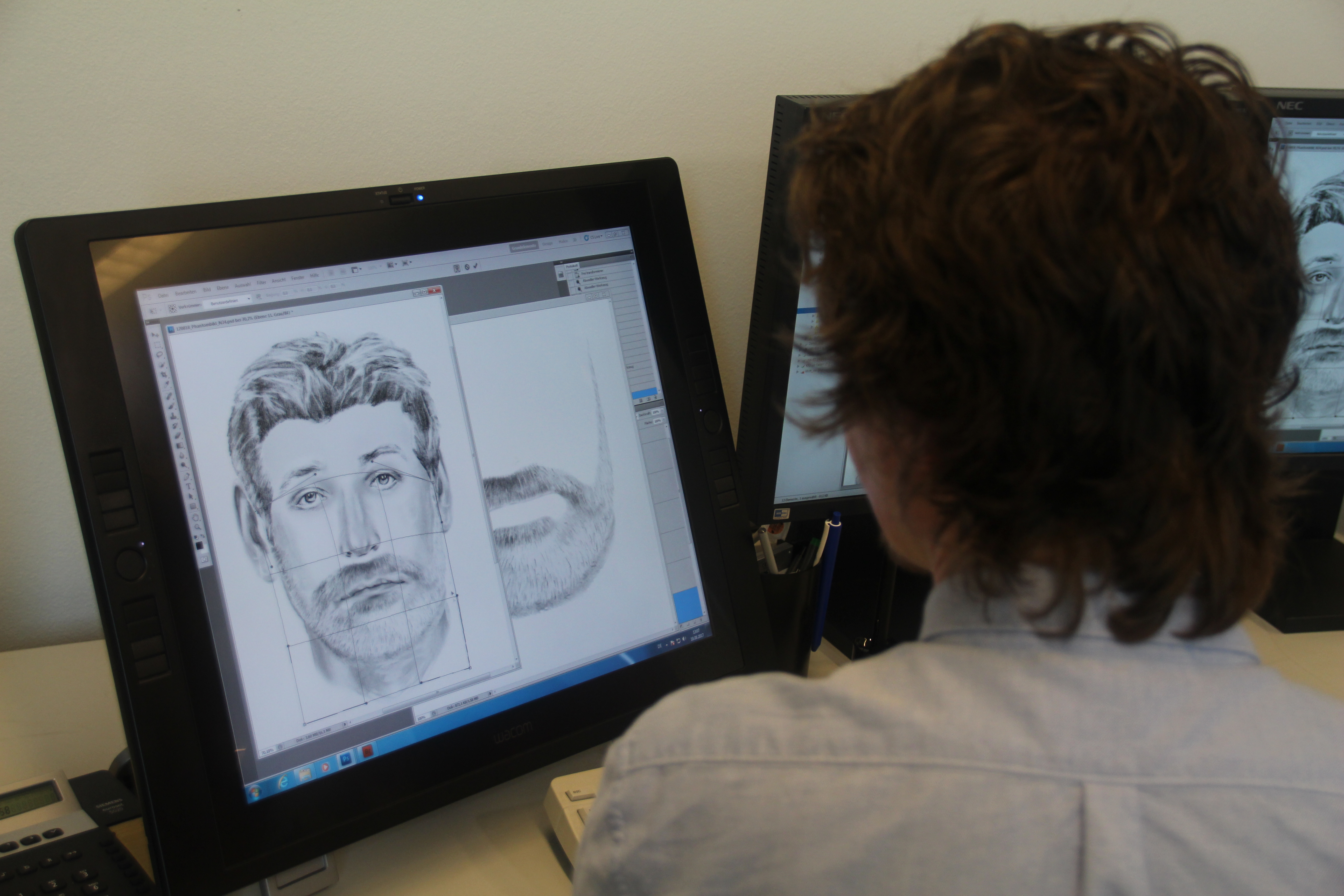
Phantombildzeichner beim Landeskriminalamt Berlin

Ein Phantombild (in der Schweiz Robotbild) ist ein polizeiliches Hilfsmittel zur Ermittlung des Straftäters und wird auch bei der Rekonstruktion von Gesichtern von Verbrechensopfern oder archäologischer Funde eingesetzt. Davon abzugrenzen ist die Phantomzeichnung, die die transparente Darstellung mehrerer, sich verdeckender Ebenen eines Körpers beschreibt.

## Geschichte
Anfangs wurden aus Zeugenaussagen möglichst realistische Bilder eines Täters durch entsprechend geschulte Zeichner erstellt. Durch die Entwicklung eines sogenannten Identikits wurde die Arbeit erleichtert. Bei diesem Verfahren gibt es von allen Gesichtsmerkmalen unterschiedlich ausgeprägte Skizzen auf Folien, die übereinandergelegt und so zu einem kompletten Gesicht zusammengesetzt werden können. Diese Folien enthalten unter anderem die Gesichtsform, verschiedene Haartypen, Augenbrauen, Augen, Ohren, Nasen, Münder, Kinnformen und so weiter. Auch Bildteile denen Fotografien zugrunde liegen und die dann aneinandergesetzt und durch Zeichnen verbunden oder verändert werden können, wurden hergestellt.
Nach der in Deutschland für diese Sätze von Bildteilen üblichen Bezeichnung Personen-Identifizierungs-Kartei wurde die früher für Phantombilder ebenfalls verwendete Bezeichnung Pik-Bild abgeleitet. Wenn das Gesicht in dieser Sammlung von Bildern in fünf Einzelstreifen (Stirn mit Haaransatz, Augenpartie, Nasenpartie, Mundpartie und Kinn) zerlegt ist und von jeder Partie 200 verschiedene Bilder zur Auswahl vorhanden sind, erlaubt dies theoretisch 320 Milliarden Kombinationsmöglichkeiten.
Weitere Vereinfachung für die Erstellung von Phantombildern ergab sich nach der Entwicklung des Computers mit Software, die fotorealistische Darstellungen ermöglichen und die Anfertigung beschleunigten. Um bei Fahndungsaufrufen nicht den Eindruck zu vermitteln, es handle sich bei den Abbildungen um bereits gefasste Täter, werden für Phantombilder nach wie vor Schwarz-weiß-Darstellungen bevorzugt, auch wenn farbige Bilder mittlerweile technisch ohne Probleme möglich sind.
Verfahren, mit denen Rückschlüsse vom Erbgut, d. h. der individuellen Desoxyribonukleinsäure (DNA), auf den Phänotyp eines Individuums geschlossen werden, werden DNA-Phänotypisierung genannt; derartige Verfahren lassen sich jedoch bislang noch nicht zuverlässig nutzen, um auf Basis phänotypischer Rückschlüsse ein brauchbares Phantombild zu erstellen. Nicht zu verwechseln damit ist eine Erbgutanalyse der DNA; diese wird im übertragenen Sinn auch als Genetisches Phantombild bezeichnet.
Profiler erstellen aus psychologischen Erkenntnissen auch ein sogenanntes psychologisches Phantombild von Tätern.

## Beispiele

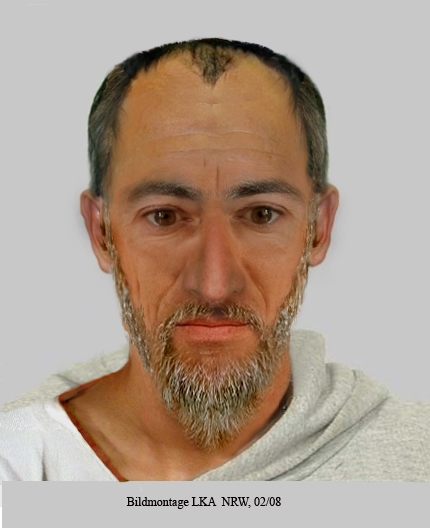
Phantombild des Paulus von Tarsus, LKA NRW, 2008
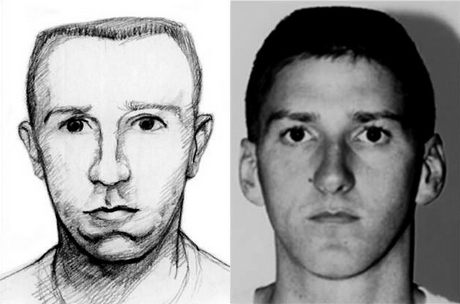
Timothy McVeigh (rechts), Oklahoma-Attentäter